# Peaceful Valley (Waszyngton)
Peaceful Valley – jednostka osadnicza w Stanach Zjednoczonych, w stanie Waszyngton, w hrabstwie Whatcom.